# Francesco Gabbani
Francesco Gabbani (Carrara, 1982. szeptember 9. –) olasz énekes. Kétszer nyerte meg a Sanremói Dalfesztivált.  Ő képviselte Olaszországot a 2017-es Eurovíziós Dalfesztiválon Kijevben Occidentali’s Karma című dalával.

## Karrierjének kezdete
1982. szeptember 9-én született Carrara városában. Kiskorától kezdve zenél, szülei pedig egy helyi hangszerbolt tulajdonosai. Francesco zenei karrierje elején a Trikobalto nevű együttes tagja volt. 2014 május 27-én adta ki első albumát, a Greitist Iz-t. 2015-ben a BMG Rights Management-hez szerződött.

## Sanremói Dalfesztivál
A 2016-os Sanremói Dalfesztiválon vált ismertté, ahol a Nuove Proposte kategóriában indult, Amen című dalával. Ebben a kategóriában megnyerte a fesztivált. A fesztivál után kiadta második albumát, melynek címe Eternamente ora. 2016-ban a Poveri ma Ricchi című film zeneszerzője volt.

## Eurovíziós Dalfesztivál
A 2017-es Sanremói Dalfesztiválon is indult. Occidentali’s Karma című dalával megnyerte a versenyt, így ő képviselhette Olaszországot a 2017-es Eurovíziós Dalfesztiválon. A dal óriási siker lett Olaszországban, videoklipje 230 millió megtekintés fölött jár YouTube-on. Az Eurovíziós dalok történetében ez a legtöbb megtekintés. A Kijevi dalfesztiválon sokan esélyesnek tartották a győzelemre, de végül csak a 6. helyet szerezte meg. 
2017 április 28-án kiadta a Magellano című albumot. 2017 nyarán turnét tartott Olaszországban, összesen 44 koncertet tartott. Az ezeken a koncerteken készült felvételekből 2017 őszén kiadott egy albumot, melynek címe Sudore, Fiato, Cuore.

## Visszatérés
2019 májusában az É un’altra cosa című dallal tért vissza. 2019 novemberében kiadta a Duemiladiciannove című dalt. 
2020-ban ismét indult a Sanremói Dalfesztiválon Viceversa című dalával. Második helyen végzett. A fesztivál után kiadta negyedik albumát, szintén Viceversa címmel.

## Albumok
| Cím                       | Év   | Dalok száma | Legismertebb dal    |
| ------------------------- | ---- | ----------- | ------------------- |
| Greitist Iz               | 2014 | 11          | Clandestino         |
| Eternamente Ora           | 2016 | 8           | Amen                |
| Magellano                 | 2017 | 9           | Occidentali’s Karma |
| Magellano Special Edition | 2017 | 25          | Occidentali’s Karma |
| Viceversa                 | 2020 | 9           | Viceversa           |